# Nguyễn Phúc Vĩnh Lộc
Nguyễn Phúc Vĩnh Lộc (1923 – 2009), thường được gọi tắt là Vĩnh Lộc, nguyên là một tướng lĩnh Thiết giáp của Quân lực Việt Nam Cộng hòa, cấp bậc Trung tướng. Ông xuất thân từ trường Võ bị Địa phương được Chính phủ thuộc đia Pháp mở ra ở Trung phần Việt Nam. Thời gian tại ngũ, ông đã có nhiều năm phục vụ trong ngành Thiết giáp-Kỵ binh và đã từng được bổ nhiệm chức vụ Chỉ huy trưởng binh chủng này. Ông là vị Tổng Tham mưu trưởng cuối cùng của Quân lực Việt Nam Cộng hòa, đồng thời cũng là người có thời gian tại nhiệm ngắn nhất (chỉ tại chức trong ngày 29 tháng 4 năm 1975). Trước đó, ông có thời gian giữ chức vụ Tư lệnh Quân đoàn II và Vùng 2 chiến thuật (1965-1968), được mệnh danh là Chúa tể Cao nguyên, nhiều tai tiếng tham nhũng và có cuộc sống xa hoa như một Lãnh chúa thời phong kiến.

## Tiểu sử và binh nghiệp
Ông sinh ngày 23 tháng 10 năm 1923 tại Huế trong một gia đình thuộc Hoàng tộc nhà Nguyễn. Chữ Vĩnh trong tên của ông được đặt theo bài "Đế hệ thi" của vua Minh Mạng, cho thấy ông là anh em cùng hệ và ngang vai vế với vua Duy Tân và vua Bảo Đại. Là một tín đồ Phật giáo, ông còn có pháp danh là Minh Tâm. Thời niên thiếu, do gia đình có điều kiện, ông được thụ hưởng một nền giáo dục cơ bản rất tốt. Từng theo học tại trường Khải Định (Quốc học Huế) và được nhận xét là có học lực rất khá. Tuy nhiên, việc học hành của ông bị gián đoạn một thời gian do thời cuộc chiến tranh. Mãi đến sau khi Pháp tái chiếm Đông Dương, ông mới tiếp tục đến trường. Năm 1948, ông tốt nghiệp Trung học chương trình Pháp với văn bằng Tú tài bán phần (Part I). Ngoài ra, ông rất thông thạo Pháp ngữ.

### Quân đội Quốc gia Việt Nam
Sau khi Cựu hoàng Bảo Đại về nước và thành lập Chính phủ Quốc gia Việt Nam, cuối năm 1949, ông nhập ngũ vào Quân đội Liên hiệp Pháp, mang số quân: 43/200608. Sau đó được nhập học tại trường Võ bị Địa phương của Quân đội Pháp tại An Cựu, Huế (École des Cadres de An Cuu). Tháng 9 năm 1950 mãn khóa tốt nghiệp với cấp bậc Thiếu úy. Ra trường, ông được chọn làm sĩ quan cận vệ cho Quốc trưởng Bảo Đại. Qua năm 1951, ông được cử làm Trưởng phòng Liên lạc Việt-Pháp thuộc Việt binh đoàn ở Huế. Tháng 9 cùng năm, ông được chọn về ngành Kỵ binh và được cử sang Pháp thụ huấn tại trường Thiết giáp binh Saumur. Cùng học với ông khóa này có một Trung úy trẻ người Việt tên Lâm Văn Phát.
Giữa năm 1952, mãn khóa học từ Pháp về nước, ông được thăng cấp Trung úy và chuyển ngạch sang phục vụ trong Quân đội Quốc gia Việt Nam, được điều động làm Trung đội trưởng thuộc Đại đội 1 Thám thính thuộc Đệ nhất Đại đội Thám thính do Đại úy Quách Xến làm Đại đội trưởng, đồn trú tại Cần Thơ. Thượng tuần tháng 8 cùng năm, ông được chuyển sang làm Đại đội trưởng Đại đội 3 Thám thính đồn trú tại Gia Lâm, thay thế người bạn đồng học cũ là Đại úy Lâm Văn Phát. Tháng 8 năm 1953, ông được đặc cách thăng cấp Đại úy tại mặt trận.

### Quân đội Việt Nam Cộng hòa
Sau khi Hiệp định Genève, 1954 được ký kết, ông cùng đơn vị vào Nam. Tháng 11 năm 1954, ông được thăng cấp Thiếu tá và được cử làm Trung đoàn trưởng Trung đoàn 1 Kỵ binh tân lập tại Gia Định.
Mặc dù là người hoàng tộc, từng là sĩ quan cận vệ cho Quốc trưởng Bảo Đại, nhưng ông đứng ngoài cuộc tranh giành quyền lực giữa lực lượng ủng hộ Quốc trưởng và Thủ tướng Ngô Đình Diệm. Tháng 8 năm 1955, rời khỏi chức vụ Trung đoàn trưởng Trung đoàn 1 Kỵ binh, ông được cử đi học lớp Tham mưu cao cấp tại trường Đại học Chỉ huy và Tham mưu Fort Laevenworth thuộc Tiểu bang Kansas, Hoa Kỳ.
Tháng 7 năm 1956 về nước, ông vẫn tiếp tục phục vụ trong Quân đội Việt Nam Cộng hòa. Mặc dù vậy, ông vẫn gặp nhiều nghi kỵ từ phía Tổng thống Ngô Đình Diệm do mối liên hệ hoàng tộc. Vì vậy, ông bị chuyển công tác phục vụ tại Trường Đại học Quân sự, một chức vụ không có thực quyền.
Trong những năm sau đó, con đường hoạn lộ của ông khá chậm chạp. Đầu tháng 10 năm 1959, ông được cử giữ chức vụ Chỉ huy trưởng trường Huấn luyện Thiết giáp tại Liên trường Võ khoa Thủ Đức. Ngày Quốc khánh Đệ nhất Cộng hòa 26 tháng 10 năm đó, ông được thăng cấp Trung tá nhiệm chức. Tháng 2 năm 1961, bàn giao trường Thiết giáp lại cho Đại úy Dương Văn Đô, ông được cử giữ chức vụ Tham mưu trưởng Liên trường Võ khoa do Thiếu tướng Hồ Văn Tố làm Chỉ huy trưởng. Tháng 10 cùng năm, ông được đề bạt lên làm Chỉ huy phó Liên trường Võ khoa do Đại tá Phan Đình Thứ làm Chỉ huy trưởng. Tháng 2 năm 1962, ông nhận chỉ thị sáng lập và trở thành Chỉ huy trưởng đầu tiên của Trung tâm Huấn luyện Quốc gia Vạn Kiếp ở Bà Rịa (Phước Tuy).

### Thăng tiến trong mùa đảo chính
Do bất mãn bị kỳ thị, qua sự tác động của Đại tá Đỗ Mậu, ông sớm ngả về các tướng lĩnh âm mưu đảo chính lật đổ Tổng thống Diệm. Từ đầu tháng 10 năm 1963, với tư cách Chỉ huy trưởng Trung tâm Vạn Kiếp, ông đã cho thành lập một đơn vị cấp Tiểu đoàn, gồm các sĩ quan huấn luyện và các học viên có kinh nghiệm, luôn ở trạng thái sẵn sàng đợi lệnh hành quân đột xuất.
Ngay sau khi cuộc đảo chính ngày 1 tháng 11 năm 1963 nổ ra, ông chỉ huy đoàn xe Thiết giáp của Trung tâm Vạn Kiếp từ Bà Rịa tiến vào Sài Gòn qua hướng cầu Phan Thanh Giản (nay là cầu Điện Biên Phủ), hỗ trợ quân đảo chính giữ Đài phát thanh. Chiều ngày 2 tháng 11, ông chỉ huy Chiến đoàn Vạn Kiếp, một lực lượng hỗn hợp gồm Tiểu đoàn học viên của Trung tâm Vạn Kiếp, Tiểu đoàn 6 Nhảy dù và Chi đoàn 1 Thiết giáp thuộc Thiết đoàn 1 Kỵ binh, hỗ trợ quân đảo chính đánh chiếm thành Cộng Hòa.
Nhờ công lao này, ngay tối ngày 2 tháng 11 năm 1963, ông được các tướng lĩnh chỉ huy đảo chính thăng lên cấp Đại tá nhiệm chức và bổ nhiệm vào chức vụ Tham mưu phó Liên quân tại Bộ Tổng tham mưu sau khi bàn giao Trung tâm Vạn Kiếp lại cho Trung tá Nguyễn Văn Huấn. Không đầy một tháng sau, ông được Hội đồng Quân nhân Cách mạng chỉ định vào chức vụ Chỉ huy trưởng Bộ chỉ huy Thiết giáp Trung ương thay thế Đại tá Nguyễn Văn Thiện. Đường công danh của ông rạng rỡ từ đây.
Sau khi tướng Nguyễn Khánh tiến hành cuộc chỉnh lý tước quyền các tướng lĩnh cầm đầu Hội đồng Quân nhân Cách mạng, thường tuần tháng 2 năm 1964, ông nhận lệnh bàn giao Bộ chỉ huy Thiết giáp lại cho Trung tá Nguyễn Đình Bảng và được bổ nhiệm chức vụ Tư lệnh Sư đoàn 9 Bộ binh, kiêm Tư lệnh Biệt khu 41 (bao gồm các tỉnh Vĩnh Long, Sa Đéc, Kiến Phong) thay thế Đại tá Đoàn Văn Quảng. Nhằm tranh thủ sự ủng hộ từ phía ông, ngày 11 tháng 8 năm 1964, tướng Khánh đã thăng cấp cho ông và 7 đại tá khác lên cấp bậc Chuẩn tướng vừa được đặt ra.
Với việc thăng lên cấp bậc tướng, ông trở thành một thành viên của Hội đồng Quân nhân Cách mạng. Mặc dù Hội đồng Quân nhân Cách mạng đã tuyên bố chấm dứt hoạt động chỉ 2 tháng sau đó, nhưng trên thực tế các tướng lĩnh tập hợp một cơ chế lãnh đạo chính trị riêng, từ đó hình thành Hội đồng Quân lực. Với cơ chế này, ông cùng các tướng trẻ khác được mệnh danh là "nhóm tướng trẻ" (còn được gọi là nhóm Young Turks), từng bước thâu tóm quyền lực mà đỉnh điểm là việc phế truất tướng Nguyễn Khánh và ép tướng Khánh phải lưu vong.
Tháng 5 năm 1965 bàn giao Sư đoàn 9 lại cho Đại tá Lâm Quang Thi, ông được bổ nhiệm vào chức vụ Tư lệnh Biệt khu Thủ đô thay cho Thiếu tướng Cao Văn Viên đương nhiệm Tư lệnh Quân đoàn III kiêm nhiệm. Khi Chính phủ do tướng Nguyễn Văn Thiệu làm Chủ tịch Ủy ban Lãnh đạo Quốc gia và tướng Nguyễn Cao Kỳ làm Chủ tịch Ủy ban Hành pháp Trung ương ra đời. Ngày 20 tháng 6 năm 1965, ông được thăng cấp Thiếu tướng nhiệm chức và được bổ nhiệm chức vụ Tư lệnh Quân đoàn II và Quân khu 2 thay thế Thiếu tướng Nguyễn Hữu Có sau khi bàn giao Biệt khu Thủ đô lại cho Thiếu tướng Lê Nguyên Khang. Ngày 24 tháng 10 cùng năm, ông cho đặt tên doanh trại của Bộ tư lệnh Quân đoàn II là thành Pleime để kỷ niệm thắng lợi của trận Plei Me. Ngày Quốc khánh Đệ nhị Cộng hòa 1 tháng 11 năm 1966, ông được thăng cấp Trung tướng nhiệm chức.

### Biến động Cao nguyên
Ngay khi vừa nhận chức Tư lệnh Quân đoàn II & Vùng 2 Chiến thuật, tướng Vĩnh Lộc đương đầu ngay với vụ nổi dậy của các thành viên vũ trang của FULRO, khởi đầu từ các binh sĩ thuộc lực lượng Dân sự chiến đấu (Civilian Irregular Defense Group – CIDG) ở trại Sarpa ở buôn Daksak, thuộc quận Đức Lập, tỉnh Quảng Đức, lan ra tận các tỉnh Darlac và Pleiku. Ngày 29 tháng 7 năm 1965, 200 lính FULRO đã vượt biên giới tấn công đánh chiếm đồn Buôn Briêng. Một nhóm khác chiếm đóng Buôn Buor (Đarlac) và khống chế một cây cầu trên quốc lộ 14. Ngay lập tức, ông ra lệnh cho Sư đoàn 23 và một số Tiểu đoàn Biệt Động Quân cùng Thiết giáp hành quân giải tỏa. Ngày 2 tháng 8 năm 1965, lực lượng FULRO tại đồn Buôn Briêng rút lui và đem theo 181 binh lính Dân sự Chiến đấu người Thượng. Ngày 15 tháng 9 năm 1965, 500 lính FULRO chiếm giữ Buôn Buor ra hàng.
Từ ngày 12 đến ngày 18 tháng 12 năm 1965, lực lượng FULRO lại tấn công đồn Phú Thiện sát hại 32 người và làm bị thương 26 người khác; chiếm đồn Krong Pách, giết hết binh sĩ người Kinh; đột nhập tòa hành chính và Tiểu khu Quảng Đức, giết hết người Kinh, treo cờ FULRO. Với binh lực trong tay, tướng Vĩnh Lộc hoàn toàn có thể trấn áp quân bạo loạn. Tuy nhiên, do sự can thiệp của Đại sứ quán Mỹ, các nhóm vũ trang của FULRO do đó luôn có thể đưa ra yêu sách ngừng bắn khi hết đạn và rút qua biên giới sang Campuchia. Vì vậy, tướng Vĩnh Lộc một mặt vẫn cho thực hiện các cuộc hành quân trấn áp, mặt khác qua các cuộc tiếp xúc với đại diện FULRO, lắng nghe những đòi hỏi của họ, và hứa sẽ nhượng bộ một số yêu cầu.
Từ giữa năm 1965, các hoạt động chính trị và quân sự của FULRO không còn là tâm điểm chú ý của tướng Vĩnh Lộc khi mà ông phải đối mặt với một đối thủ mạnh hơn nhiều: Quân Giải phóng miền Nam Việt Nam.

### Sự kiện Mậu Thân 1968
Sự kiện tết Mậu Thân (1968), ông đã ra lệnh cho chỉ huy các đơn vị không được rời nhiệm sở để đề phòng bất trắc nhưng ông vẫn bất chấp ngang nhiên bay về Sài Gòn ăn tết. Vì Vậy Pleiku cũng như nhiều đô thị khác, cũng bị quân Giải phóng tấn công. Sau khi ăn tết xong, ông vẫn không chịu về nhiệm sở mà về tư dinh của mình).

### Vị tướng không quân
Đầu tháng 3 năm 1968, hoán đổi chức vụ với Thiếu tướng Lữ Lan, ông về Bộ Tổng tham mưu làm phụ tá Tổng tham mưu trưởng kiêm Tổng cục trưởng Tổng cục Quân huấn, còn Thiếu tướng Lữ Lan thay ông Tư lệnh Quân đoàn II.
Giữa tháng 2 năm 1969, bàn giao Tổng cục Quân huấn lại cho Trung tướng Phan Trọng Chinh, ông được cử đi làm Cố vấn Quân sự cho Phái đoàn Hòa đàm Paris tại Pháp. Trung tuần tháng 8 cùng năm, ông được triệu hồi về nước giữ chức vụ Chỉ huy trưởng trường Cao đẳng Quốc phòng (vẫn là những chức vụ không có thực quyền). Thảng 8 năm 1970, bàn giao trường Cao đẳng Quốc phòng lại cho Trung tướng Lữ Lan tái nhiệm. Sau đó ông về Bộ Tổng Tham mưu làm phụ tá kế hoạch cho Tổng Tham mưu trưởng Cao Văn Viên.
Giữa năm 1973, ông lại bị Tổng thống Nguyễn Văn Thiệu tước sạch mọi chức vụ vì lý do, trong một chuyến công du Thổ Nhĩ Kỳ, ông đã tự ý bay sang Pháp để liên lạc với cựu hoàng Bảo Đại. Một lần nữa, ông lại phải ở cương vị "ngồi chơi xơi nước" tại Bộ Tổng Tham mưu.

## Tổng tham mưu trưởng cuối cùng
Ngày 28 tháng 4 năm 1975, ông được tân Tổng thống Dương Văn Minh chỉ định làm Tổng tham mưu trưởng Quân lực Việt Nam Cộng hòa. Cấp phó cho ông là viên Chuẩn tướng hồi hưu Nguyễn Hữu Hạnh được gọi tái ngũ.</ref>. Nhậm chức, ông đã lớn tiếng hô hào quân sĩ sát cánh tử thủ đến cùng. Tuy nhiên sau đó ông lại đào nhiệm và vượt biển chạy sang Hoa Kỳ.. 
- Sáng sớm 30/4 Trung tướng Vĩnh Lộc, Trung tướng Trần Văn Trung, Tổng cục trưởng Chiến tranh chính trị, Đại tá Trần Ngọc Huyến[14] và một số sĩ quan khác lên đoàn xe rời Bộ Tổng tham mưu đến công xưởng hải quân, dùng một chiếc tàu hư duy nhất còn để ở xưởng vượt sông Sài Gòn. Đến cửa biển, tàu chỉ chạy một máy, bị hỏng hóc ngừng hẳn. Nhờ máy truyền tin kêu cứu, Đề đốc Chung Tấn Cang và Phó Đề đốc Diệp Quang Thủy phái tàu tới vớt.

## Cuộc sống lưu vong
Sau khi lưu vong, ông cùng gia đình đã đến định cư tại Thành phố Houston, Tiểu bang Texas, Hoa Kỳ.
Ngày 8 tháng 1 năm 2009, ông từ trần tại nơi định cư, hưởng thọ 86 tuổi.

## Huy chương
-Bảo quốc Huân chương đệ nhị đẳng (ân thưởng)
-Nhiều huy chương quân sự, dân sự và đồng minh

## Gia quyến
- Thân phụ: Cụ Nguyễn Phúc Bửu Trưng (bị Việt Minh hành quyết năm 1945)
- Em: Đại tá Vĩnh Biểu[15]

## Gia đình
Ông đã từng có một đời vợ trước và 2 người con. Về sau lập gia đình với Nguyễn Thị Minh Hiếu, một nữ danh ca lừng danh một thời tại miền Nam Việt Nam. Chuyện tình duyên của ông bà từng là đề tài của nhiều giai thoại thời bấy giờ.
- Các con: Nguyễn Phúc Bảo Cẩn, Nguyễn Phúc Bảo Trí, Tôn nữ Yên Thảo, Tôn Nữ Hương Cần, Tôn Nữ Bảo Lân, Tôn Nữ Quế Thảo, Tôn Nữ Ngân Thảo.

## Sách
- Tucker, Spencer C. (2000). Encyclopedia of the Vietnam War. Santa Barbara, California: ABC-CLIO. ISBN 1-57607-040-9.